# 2A3コンデンサトール 406mmカノン砲
2A3 コンデンサトール 2P（ロシア語: 2А3 «Конденсатор»）とは、ソビエト連邦で開発された406mmカノン砲を搭載する自走砲である。
2A3とはGRAUによる呼称である。“Конденсатор”とは、復水器を意味する。

## 概要
2A3 コンデンサトール 2Pは、冷戦の初期に開発された車輛である。これはアメリカ合衆国が、新規の戦術ドクトリンに基づき、ペントミック師団と呼ばれる、核砲兵部隊を含む核兵器を重点的に運用する部隊を創設したことが原因であった。核砲弾を運用するM65 280mmカノン砲は1952年に開発され、1953年には西ドイツに配備展開された。この対応として、ソビエト連邦は、核砲弾を発射可能な406mm自走砲を開発する独自の計画を開始した。この計画によって開発された大口径自走砲の開発計画およびそれによって開発された車両は「オブイェークト271」(ロシア語: Объект 271)と呼称された。
グラビン設計局では1955年に砲本体とその運用システムを完成させた。その後すぐ、IS重戦車シリーズの走行装置を流用して設計されたオブイェークト271の車体が、レニングラードに所在するコトリン設計局にて完成された。砲と車体を結合したものには軍事工業呼称“2A3”が与えられ、1956年、レニングラードのキーロフ工場にて完成した。総生産数はわずか4輌である。
西側諸国のオブザーバーは、1957年、赤の広場において行われた軍事パレードでこの新兵器を最初に目撃することとなった。当初オブザーバーたちは　この兵器は抑止効果のためのモックアップとして作られたものであると考えた。
コンデンサトールは1956年から実用試験が開始されたが、その期間は例外的に短いものとなった。開始後ほどなくニキータ・フルシチョフの軍改革がおこなわれ、軍の改革は、陸上発射式の核兵器の運用には、スターリン時代に形成された超重砲兵および重戦車部隊に代わり、より効果的なロケット（ミサイル）システムを選ぶものであった。コンデンサトールは兵装の広汎な試験が行われた後、高度司令部砲兵隊の予備兵器に任命された。
全4輌のコンデンサトール自走砲は1960年代中ごろに退役した。1輌は2010年代においてもモスクワに所在する中央兵器軍事力博物館にて展示されている。